# Салобраль
Салобраль (ісп. Salobral) — муніципалітет в Іспанії, у складі автономної спільноти Кастилія-і-Леон, у провінції Авіла. Населення — 124 особи (2010).
Муніципалітет розташований на відстані близько 95 км на захід від Мадрида, 10 км на південний захід від Авіли.

## Демографія
Динаміка населення (INE ):